# Van de Velde: Das Leben zu zweit – Die Sexualität in der Ehe
Van de Velde: Das Leben zu zweit – Die Sexualität in der Ehe ist ein deutscher Aufklärungsfilm von Franz Josef Gottlieb aus dem Jahr 1969. Er knüpft an den Film Van de Velde: Die vollkommene Ehe aus dem Jahr 1968 an und beruft sich auf die Thesen des holländischen Frauenarztes und Sexforschers Theodoor Hendrik van de Velde. In der Darstellungsweise ähnelt er bereits einem Report-Film.

## Handlung
Die vier Spielfilm-Episoden werden zweimal von Frauenarzt und Psychotherapeut Eberhard Schaetzing unterbrochen und kommentiert, indem er sich direkt an das Publikum wendet.
In der ersten Episode Beginnt die Ehe vor der Hochzeit? lässt sich Heinz unmittelbar vor der Eheschließung mit Ilse ein, während seine künftige Ehefrau Gisela sich zu ihrem Jugendfreund Achim hingezogen fühlt. Während der Hochzeitsreise entscheidet sie sich aber doch für Heinz. 
In Die souveräne Frau versucht die Schülerin Jutta ihren verheirateten Lehrer Günther zu verführen. Dessen Ehefrau Monika kann die Schülerin in einem Gespräch zur Vernunft bringen. 
Die dritte Episode Mütter und Töchter berichtet von der 17-jährigen Barbara, die von ihrer Mutter von Männern ferngehalten wird, sie aber dann zusammen mit ihrer Freundin Vera überrascht. Der 20-jährige Sohn Thomas klärt seine Eltern darüber auf, dass sie selbst dieses Verhalten hervorgerufen haben. Auf seinen Rat hin geben ihr die Eltern mehr Freiheit, und Barbara lernt den sympathischen Jürgen kennen.
Die vierte Episode Vertrauen und Versuchung handelt von zwei befreundeten Ehepaaren. Die eifersüchtige Eva schürt bei ihrer Freundin Gerda den Verdacht, ihr Mann Werner habe ein Verhältnis mit seiner Mitarbeiterin. Werner gelingt es, seine Frau zu überzeugen, dass sie grundlos Angst gehabt habe. Schließlich geht nicht Gerdas Ehe in die Brüche, sondern die der eifersüchtigen Freundin.

## Produktionsnotizen
Die Uraufführung des Films erfolgte am 1. August 1969.

## Kritiken
Die Süddeutsche Zeitung beschäftigte sich am 4. August 1969 mit den im Film eingeblendeten Stellungnahmen von Eberhard Schaetzing: „Man bekommt dabei den unguten Eindruck, daß man nicht nur blöd ist, sondern daß das auch gar nicht schlimm ist. Ein kleiner Trost: Während dieser Doktor wie ein hirnrissiger Onkel über Van de Velde spricht, fummelt er aufgeregt an seinem Kugelschreiber herum. Das ist das einzig Menschliche an dem Film.“
Das Lexikon des Internationalen Films urteilt: „Ein banaler, unfreiwillig komischer filmischer Aufklärungsversuch.“